# Aliança
Aliança  este un oraș în Pernambuco (PE), Brazilia.